# Benediction (película de 2021)
Benediction es una película biográfica de drama romántico de 2021 escrita y dirigida por Terence Davies. Está protagonizada por Jack Lowden y Peter Capaldi como el poeta de guerra Siegfried Sassoon, junto con Simon Russell Beale, Jeremy Irvine, Calam Lynch, Kate Phillips, Gemma Jones y Ben Daniels. Fue lanzado en Reino Unido el 20 de mayo de 2022 por Vertigo Releasing y en Estados Unidos el 3 de junio de 2022 por Roadside Attractions .

## Sinopsis
La película es un biopic que sigue la vida de Siegfried Sassoon, un poeta británico y veterano de combate condecorado en la Primera Guerra Mundial que fue enviado a un centro psiquiátrico por su postura contra la guerra que, a su juicio, ya no tenía un objetivo defensivo, sino de conquista. Tuvo aventuras amorosas con varios hombres durante la década de 1920, pero se casó (1933), tuvo un hijo (1936) y se convirtió al catolicismo al final de su vida.
La primera parte de la película recae sobre los dos amigos íntimos, militares y escritores antibelicistas Siegfried Sassoon y Wilfred Owen. Owen muere en combate en 1918, una semana antes del fin de la Primera Guerra Mundial.

## Reparto
- Jack Lowden como Siegfried Sassoon
  - Peter Capaldi como Siegfried Sassoon (viejo)
- Simon Russell Beale como Robbie Ross
- Jeremy Irvine como Ivor Novello
- Kate Phillips como Hester Gatty
  - Gemma Jones como Hester Gatty (vieja)
- Ben Daniels como Dr Rivers
- Calam Lynch como Stephen Tennant
  - Anton Lesser como Stephen Tennant (viejo)
- Tom Blyth como Glen Byam Shaw
- Matthew Tennyson como Wilfred Owen
- Geraldine James como Theresa Thornycroft
- Richard Goulding como George Sassoon
- Lia Williams como Edith Sitwell
- Suzanne Bertish como Lady Ottoline Morrell
- Julian Sands como Chief Medical Officer
- Jude Akuwudike como Priest
- Giovanna Ria como Nurs

## Producción
En enero de 2020, Jack Lowden se unió al elenco de la película, con Terence Davies dirigiendo un guion que había escrito. En marzo de 2020, Peter Capaldi se unió al elenco de la película. La fotografía principal comenzó el 8 de septiembre de 2020, y finalizó el 22 de octubre de 2020.

## Estreno
Benediction tuvo su estreno mundial como presentación especial en el Festival Internacional de Cine de Toronto de 2021 el 12 de septiembre. Ese mismo mes, Vertigo Films adquirió los derechos de distribución de la película en el Reino Unido e Irlanda. En octubre de 2021, Roadside Attractions adquirió los derechos de distribución de la película en América del Norte. Fue lanzado en Reino Unido el 20 de mayo de 2022 y en Estados Unidos el 3 de junio de 2022.

## Recepción
En el sitio web del agregador de reseñas Rotten Tomatoes, Benediction tiene un índice de aprobación del 93% basado en 148 reseñas, con una calificación promedio de 7.8/10. El consenso del sitio dice: "No es un reloj fácil, pero Benediction descubre un drama profundamente conmovedor en la historia de la vida real de un veterano de combate cuya poesía advirtió contra los horrores de la guerra". Metacritic, que utiliza un promedio ponderado, asignó a la película una puntuación de 81 sobre 100 según 32 críticas, lo que indica "aclamación universal". La encuesta de críticos de IndieWire de 165 críticos la nombró la decimotercera mejor película estrenada en 2022.
En respuesta a la representación de la película de la conversión de Sassoon al catolicismo, la sobrina del poeta, la hermana Jessica Gatty (quien atribuye su propia conversión a la influencia de Sassoon), repudió a los cineastas al revelar que él había estado en paz y alegría en sus últimos años, afirmando: "La redención que buscó de muchas maneras diferentes y que anhelaba, se encontró en la última década de su vida cuando volvió a Cristo en la Iglesia Católica. Él fue transformado. Puedo ser testigo de esto, así que necesito hablar".